# Erika Eleniak
Erika Maya Eleniak (Glendale, Califórnia, 29 de setembro de 1969) é uma atriz, playmate da Playboy e modelo americana. O seu pai é de origem ucraniana, sendo que ele nasceu e cresceu em Edmonton, Alberta, no Canadá, mas se mudou para os Estados Unidos, antes do nascimento da filha. A sua mãe tem ascendência estoniana e alemã.
Começou sua carreira no cinema no filme E.T. O Extra-Terrestre, de Steven Spielberg, em 1982, onde faz o papel da bonita garotinha que é beijada por "Elliot" (papel vivido pelo ator Henry Thomas).

## Vida pessoal
Eleniak sofreu de problemas de peso ao longo de sua vida. Ela já esteve  abaixo do peso devido a um transtorno alimentar e já foi hospitalizado por causa de abuso de laxantes. Em 2006, ela estava acima do peso, e participou da quarta temporada do programa de televisão Celebrity Fit Club, na qual duas equipes de celebridades competem para perder peso.
Eleniak já esteve noiva do co-protagonista de Baywatch, Billy Warlock, que também interpretou seu interesse amoroso na série. Ela se casou com Philip Goglia em 22 de maio de 1998, mas depois de, apenas, seis meses, o casamento acabou em divórcio. Depois de filmar Snowbound em 2001 em Calgary, Alberta, Eleniak ficou encantada com a cidade. Ela começou a namorar Roch Daigle, um aderente chave que trabalhava no set de filmagens. Ela queria sair de Los Angeles por anos e achava difícil ir dali para o Telluride, no Colorado. Ela comprou uma casa em Calgary, onde Daigle morava. Eleniak ficou grávida em 2005, mas no início da gestação descobriu que sua gravidez era ectópica e precisou passar por uma cirurgia de emergência, que infelizmente resultou em aborto espontâneo. Eleniak engravidou novamente, desta vez sem complicações. Sua filha nasceu em janeiro de 2006.

## Filmografia
- E.T. the Extra-Terrestrial (1982)
- Broken Angel (1988, TV film)
- The Blob (1988)
- Daughter of the Streets (1990, TV film)
- Under Siege (1992)
- The Beverly Hillbillies (1993)
- Chasers (1994)
- Girl in the Cadillac (1995)
- A Pyromaniac's Love Story (1995)
- Bordello of Blood (1996)
- Ed McBain's 87th Precinct: Heatwave (1997, TV film)
- Captive (1998)
- One Hot Summer Night (1998, TV film)
- The Pandora Project (1998)
- Charades (1998)
- Stealth Fighter (1999)
- Final Voyage (1999)
- Aftershock: Earthquake in New York (1999, TV film)
- The Opponent (2000)
- Vegas, City of Dreams (2001)
- Snowbound (2001)
- Second to Die (2002)
- Christmas Rush (2002, TV film)
- He Sees You When You're Sleeping (2002, TV film)
- Shakedown (2002, direct-to-video film)
- Betrayal (2003)
- The Librarians (2003)
- Caught in the Headlights (2004)
- Brilliant (2004)
- Fatal Lessons: The Good Teacher (2004, TV film)
- Dracula 3000 (2004, TV film)
- Absolute Zero (2005, TV film)
- Fatal Reunion (2005, direct-to-video film)
- Imps* (2009)
- Just a Story (2009)